# Amelia Bloomer
Amelia Jenks Bloomer (New York, 27 mei 1818 – Council Bluffs, 30 december 1894) was een Amerikaans journaliste en activiste in de vrouwenrechten- en anti-alcoholbewegingen. Bloomer was aanwezig op de Seneca Falls Convention in 1848, de eerste bijeenkomst van de vrouwenrechtenbeweging, en was van 1849 tot 1853 redacteur van The Lily, een krant voor vrouwen. Bloomer wordt vooral herinnerd om de bloomer, een broek voor vrouwen, die zij dan wel niet ontworpen had, maar die door haar activisme ervoor toch naar haar werd vernoemd.
1. ↑  https://www.womenofthehall.org/inductee/amelia-bloomer/.
2. ↑  https://humanrights.iowa.gov/icsw/amelia-jenks-bloomer.